# The Art of Telling Lies
The Art of Telling Lies (с англ. — «Искусство лгать») — второй студийный альбом шведской слиз-рок-группы Vains of Jenna, выпущенный в 2009 году.

## Об альбоме
Продюсером диска стал гитарист Wildside Брент Вудс, а запись проходила в студии Steakhouse, расположенной в Северном Голливуде. В отличие от дебютного альбома Lit Up/Let Down, записанного за неделю в Швеции, при записи второго альбома, группа активно использовала студийными эффектами, а также усложнила песни, добавив в них элементы фанка, арена-рока и струнные аранжировки
В июле 2009 года группа выложила на iTunes новую песню «Get It On», а 15 сентября состоялся релиз альбома The Art of Telling Lies. Вскоре после этого, группа сняла видеоклип на сингл «Get It On» и отправилась в Нью-Йорк для съёмок видеоклипа на песню «Mind Pollution», ставшую следующим синглом в январе 2010 году.
В 2010 году, после ухода из группы Лиззи Дивайна, «Everybody Loves You When You’re Dead» была перезаписана с новым вокалистом Джесси Форте и вышла в качестве сингла, а также обзавелась видеоклипом. «Better Off Alone» и «The Art of Telling Lies» также были перезаписаны с вокалом Форте, и все три песни вошли в мини-альбом 2010 года We Can Never Die.
Песня «Enemy in Me» была специально записана для сборника Бэма Марджеры Viva la Bands, Vol. 2, выпущенного 4 сентября 2007 года. В том же году на песню было смонтировано концертное видео, а в 2008 году вышел официальный видеоклип.
В том же году, песня прозвучала в эпизоде «Skate Ramp» телешоу Лос-Анджелесские чернила, в котором группа сыграла её в тату-салоне Кэт фон Ди. Попавшая на альбом версия песни отличается записанной заново партией барабанов.
Песня «Refugee» является кавер-версией группы Tom Petty and the Heartbreakers. Vains of Jenna долгое время исполняли её на концертах, поэтому решили вставить её в альбом, хотя изначально не собирались включать какие-либо каверы.
По словам Лиззи Дивайна, «The Art of Telling Lies» является лучшей песней, написанной им, а «Paper Heart» его любимая песня в плане текста.

## Список композиций
- Все песни написаны и аранжированы Лиззи Дивайном, Джей Пи Уайтом, Ники Кином, Джеки Стоун, Брентом Вудсом, кроме особо отмеченных.

| №   | Название                                                 | Автор(ы)                 | Длительность |
| --- | -------------------------------------------------------- | ------------------------ | ------------ |
| 1.  | «Everybody Loves You When You're Dead»                   |                          | 3:37         |
| 2.  | «Mind Pollution»                                         |                          | 3:15         |
| 3.  | «Refugee» (кавер версия Tom Petty and the Heartbreakers) | Том Петти, Майк Кэмпбелл | 3:25         |
| 4.  | «I Belong To Yesterday»                                  |                          | 4:11         |
| 5.  | «Paper Heart»                                            |                          | 6:09         |
| 6.  | «Get It On»                                              |                          | 2:59         |
| 7.  | «Enemy in Me»                                            |                          | 3:55         |
| 8.  | «Better Off Alone»                                       |                          | 5:22         |
| 9.  | «I Don't Care»                                           |                          | 4:03         |
| 10. | «The Art of Telling Lies»                                |                          | 5:51         |

## Участники записи
- Лиззи Дивайн — вокал, ритм-гитара
- Джей Пи Уайт — бас-гитара
- Ники Кин — лид-гитара
- Джеки Стоун — барабаны

Производство
- Брент Вудс — продюсер
- Джон Силас Крэнфилд —  микширование
- Пол Тэвннер —  мастеринг
- Vains of Jenna — дизайн и фотографии
- Лиззи Дивайн — оформление